# Horseshoe Bend (Arizona)
Horseshoe Bend (de l'anglès, la corba de la ferradura) és un meandre en forma de ferradura del riu Colorado situat a prop de la ciutat de Page, Arizona, als Estats Units d'Amèrica.
Horseshoe Bend es troba a 8 km de la presa de Glen Canyon i el llac Powell, al Glen Canyon National Recreation Area, a uns 6,4 km al sud-oest de Page.
Es pot accedir a través d'un recorregut de 24 km a peu des de la US Rute 89. Horseshoe Bend es pot veure des de la part superior d'un cingle de 300 m d'alçada. Les parets rocoses de Horseshoe Bend contenen hematites, platí, granat i altres minerals.
El 2018, les referències de l'indret a les xarxes socials han provocat que el nombre de visitants augmenti de forma significativa.